# (810) Atossa
(810) Atossa és un asteroide pertanyent al cinturó d'asteroides entre Mart i Júpiter, descobert el 8 de setembre del 1915 per Maximilian Franz Wolf des de l'observatori de Heidelberg-Königstuhl, a Alemanya. Fa honor a Atossa, regna consort de Pèrsia.
(810) Atossa forma part de la família de Flora.